# Fritz Studer AG
Die Fritz Studer AG mit Sitz in Steffisburg ist ein Unternehmen für Hochpräzisions-Rundschleifmaschinen zur Bearbeitung kleiner und mittelgrosser Werkstücke. Zusammen mit Studer bilden die Marken Schaudt und Mikrosa die Technologiegruppe Rundschleifen innerhalb der United Grinding Group mit Sitz in Bern.

## Tätigkeitsgebiet
Das Unternehmen produziert schwerpunktmässig Rundschleifmaschinen für das Aussenrund- und Innenrundschleifen kleiner und mittelgrosser Werkstücke, Sonder-Schleifmaschinen wie Hochgeschwindigkeits- und Hochleistungs-Schleifmaschinen sowie Sondermaschinen für Fertigungsverfahren wie Aussengewinde- und Innengewinde-Schleifmaschinen oder Schleifmaschinen für Nocken- und Kurvenprofile. Diese finden Anwendung in der Automobilindustrie, Elektronik, Hydraulik, Luft- und Raumfahrt, Präzisionsindustrie, Werkzeugindustrie sowie im Maschinenbau. Das Unternehmen gilt mit rund 80 Lernenden als wichtigster Ausbildner der Region.

## Geschichte
Die Fritz Studer AG wurde 1912 von Fritz Studer gegründet. 1914 erschien die erste Rundschleifmaschine und 1936 die erste hydraulisch gesteuerte Rundschleifmaschine. Erste Exporte fanden statt – nach China (1937) und in die USA (1943) –, bevor weitere Entwicklungsschritte wie die hydrodynamische Spindellagerung auf allen Maschinen 1965 und ein patentiertes Maschinenbett aus Mineralguss Granitan folgten. Im Jahr 1977 entstand die erste CNC-Rundschleifmaschine.
Im Jahr 1990 wurde Fritz Studer AG als einer der ersten Werkzeugmaschinenhersteller nach ISO 9001 zertifiziert und vier Jahre später in die Körber Schleifring Gruppe integriert. 2008 gründeten Studer und Combitec das Kompetenzzentrum Innenschleifen in Biel mit der CT-Produktlinie.
2013 brachte Studer mit dem Modell «S11» die weltweit kleinste Produktionsmaschine auf den Markt und gewann damit den MWP Award. Im selben Jahr wurde aus Körber Schleifring und United Grinding Technologies USA die United Grinding Group. 2014 lancierte Studer mit WireDress ein neuartiges, maschinenintegriertes Abrichtverfahren, zum drahterosiven Abrichten von metallgebundenen Schleifscheiben. Das Verfahren und System wurde über sieben Jahre in enger Zusammenarbeit mit der inspire AG der ETH Zürich und vier weiteren Industrieunternehmen erforscht und entwickelt. 2018 kam ein komplett überarbeitetes Abrichtsystem auf den Markt.
Im Jahr 2018 verkaufte die Körber AG die United Grinding Group an die BZ Bank mit Sitz in Wilen. Ziel des Investoren-Pools sei das Investieren in «weitere Entwicklungsmöglichkeiten» der Unternehmensgruppe.